# HD169885
HD169885 — хімічно пекулярна зоря спектрального класу A3, що має видиму зоряну величину в смузі V приблизно  6,4.
Вона  розташована на відстані близько 340,1 світлових років від Сонця.

## Фізичні характеристики
Зоря HD169885 обертається 
досить швидко 
навколо своєї осі. Проєкція її екваторіальної швидкості на промінь зору становить  Vsin(i)= 52км/сек.